# Pablo Pardo Yáñez
Pablo Pardo Yáñez (Lugo, 9 de febrero de 1945) es un profesor y político español.
Profesor en un Instituto en Lugo, fue uno de los fundadores en Galicia del Partido Socialista Popular (PSP), formación dirigida por Enrique Tierno Galván y Raúl Morodo hasta su integración en el Partido Socialista Obrero Español (PSOE). Tras la fusión de ambas formaciones, Pardo Yáñez pasó a ser miembro del Comité Nacional del Partido Socialista de Galicia (PSdG-PSOE). Fue diputado socialista al Congreso por la circunscripción de Lugo elegido en 1979 y 1982. Como parlamentario, fue secretario segundo de la Comisión Constitucional en 1982, y vocal de la misma hasta 1986.